# Platycoelia steinheili
Platycoelia steinheili är en skalbaggsart som beskrevs av Ohaus 1904. Platycoelia steinheili ingår i släktet Platycoelia och familjen Rutelidae. Inga underarter finns listade i Catalogue of Life.